# Manoir de mes rêves
Manoir de mes rêves est une composition de Django Reinhardt, enregistrée pour la première fois le 12 février 1943.

## À propos du morceau
D'après Emmanuel Soudieux, contrebassiste ayant accompagné Django Reinhardt, le titre du morceau vient d'un rêve du guitariste, au cours duquel il jouait une mélodie à l'orgue dans un grand manoir,
Manoir de mes rêves est à l'origine pensé pour être une symphonie avec chœur au centre de laquelle figure la mélodie du rêve de Django. La musique qu'il joue à la guitare est transcrite par son clarinettiste Gérard Lévêque, le guitariste ne sachant ni lire ni écrire la musique. Cette symphonie, jamais été jouée à cause de sa complexité selon Lévêque, est de toute façon restée inachevée, ni Django ni Lévêque ne maîtrisant l'écriture pour orchestre. Une partie des manuscrits de Lévêque était visible dans l'exposition « Django Reinhardt, Swing de Paris » à la Cité de la musique en 2012/2013.
Lawrence Riesner a ajouté des paroles en français au morceau.

## Versions notables
Django Reinhardt a enregistré plusieurs fois ce morceau :
- 12 février 1943 à Paris Andre Lluis, Gerard Leveque (cl), Django Reinhardt (g), Eugène Vées (g), Jean Storne (b), Gaston Leonard (d)
- 6 novembre 1945 à Paris Django Reinhardt and his American Swing Band
- 1947 à Paris Django Reinhardt (g), Eddie Barnard (p)
- 8 ou 13 novembre 1947 à Paris Gérard Lévêque (cl), Django Reinhardt (elec. g), Eugène Vées (g), Emmanuel Soudieux (b), André Jourdan (d)[6]
- 28 novembre 1947 à Paris Stéphane Grappelli (vIn) ; Django Reinhardt (g solo) ; Joseph Reinhardt, Eugène Vées (g) ; Fred Ermelin (b)[7]
- janvier 1949 à Rome Stéphane Grappelli (vIn) ; Django Reinhardt (g)[8]
- 25 octobre 1949 à Genève André Ekyan (cl, bcl, as); François Vermeille (p); Django Reinhardt (el-g); Jean Bouchety (b); Gaston Léonard (dm)[9]
- avril ou mai 1950 à Rome André Ekyan (cl, bcl, as); Ralph SchéCroun (p); Django Reinhardt (el-g); Alphonse “Alf” Masselier (b); Roger Paraboschi (dm)[9]
- 20 février 1951 avec l'orchest d'Hubert Fol à Paris Hubert Fol (as, ldr) ; Maurice Vander ou Raymond Fol (p) ; Django Reinhardt (el-g) ; Pierre Michelot (b) ; Pierre Lemarchand (dm)[10]
- 10 ou 11 mars 1953 à Paris Django Reinhardt (el-g), Maurice Vander (p), Pierre Michelot (b), Jean-Louis Viale (dm)[11]

D'autres musiciens ont joué Manoir de mes rêves, notamment :
- Joseph Reinhardt en 1959 sur Joseph Reinhardt joue… Django
- Chet Atkins en 1960 sur Chet Atkins' Teensville
- Gerry Mulligan en 1960 sur The Concert Jazz Band
- Eddie Harris en 1964 sur Cool Sax, Warm Heart
- Joe Pass en 1964 sur For Django
- Stéphane Grappelli en 1972 sur Hommage à Django Reinhardt
- Babik Reinhardt en 1974 sur Sur le chemin de mon père… Django Reinhardt
- Charlie Haden et Christian Escoudé en 1979 sur Gitane
- Barney Wilen en 1987 sur French Ballads
- Hagood Hardy en 1989 sur Morocco
- Rosenberg trio en 1994 sur Caravan ; en 2007 sur Roots
- James Carter en 2000 sur Chasin' the Gypsy
- Ludovic Beier et Angelo Debarre en 2002 sur Swing Rencontre
- Baptiste Trotignon en 2005 sur Solo II
- Tchavolo Schmitt en 2007 sur Seven Gypsy Nights
- Tommy Emmanuel et Frank Vignola en 2009 sur Just Between Frets
- Yorgui Loeffler, Steeve Laffont et Raphaël Faÿs en 2010 sur Django et rien d'autre! - Live at Les Nuits Manouches
- Laurent Cugny avec le Gil Evans Paris Workshop en 2017 sur Spoonful
- Philip Catherine, Paulo Morello et Sven Faller en 2019 sur Manoir de mes rêves

## Utilisation

### Au cinéma
- 1993 : Swing Kids de Thomas Carter
- 1998 : Rushmore de Wes Anderson

### Dans le jeu vidéo
- 2002 : Mafia: The City of Lost Heaven